# Hullenahalli, Mandya
Hullenahalli là một làng thuộc tehsil Mandya, huyện Mandya, bang Karnataka, Ấn Độ.